# Осада Никеи (1331)
Осада Никеи армией Османа I, а затем Орхана в период с 1302 года, заключительный этап которой проходил с 1328 по 1331 год, и закончившаяся её взятием, ознаменовала собой переломный период в истории противостояния Византии и Османской Империи. Византия была вынуждена окончательно отказаться от поддержки своих азиатских городов.

## Предыстория
В 1204 году во время Четвёртого крестового похода крестоносцы захватили Константинополь, столицу Византийской империи, после чего на территории Византии возникло несколько государств: Эпирский деспотат, Трапезундская и Никейская империи. Первым императором последней стал Феодор I Ласкарис. Феодор I и его наследники расширяли территорию государства и усиливали влияние, пока в 1259 года Михаил VIII Палеолог не узурпировал трон. В 1261 году он отбил у латинян Константинополь и возродил Византийскую империю. После этого Никея потеряла свой столичный статус, и оказалась мало защищённой. Византийцы сконцентрировались на восстановлении своей власти на Балканах, а восточные территории империи в Анатолии были ослаблены.
В конце XIII века в окрестностях Эскишехира неподалёку от Никеи возник Османский бейлик. Сын основателя бейлика, Эртогрула, Осман I, ставший удж-беем в 1281 году, начал расширять подвластные ему территории. К 1299 году им были захвачены Караджахисар (в окрестности Эскишехира), Биледжик, Инегёль, Ярхисар. Некоторые территории подчинились ему добровольно. При Эртогруле раздел между владениями Византии и пастбищами кайи проходил по реке Сакарья. Вдоль этой границы к 1280 году Михаилом Палеологом были построены укрепления. Но в 1302 году вследствие сильного разлива Сакарья изменила русло. Укрепления стали бесполезны и, как результат, греки ушли от них, а люди Османа стали занимать территории на другом (византийском) берегу реки.

## Осада Никеи
Ибн Баттута, посетивший Орхана в Никее почти сразу после её захвата, писал: «Это его отец захватил Бурсу у греков, и, как говорят, он осаждал Язник [Никею] около двадцати лет, но умер, прежде чем он был взят. Его сын Орхан осадил город за 12 лет до захвата, и именно там я его видел». Современные историки тоже считают, что осада Никеи длилась около тридцати лет.
К 1301 году Осман уже совершил рейд к Никее, и атаковал Прусу. В 1302 году состоялась Бафейская битва. Поражение Византии привело к её критичному ослаблению в Вифинии, вызвало волну беженцев, что изменило демографическую ситуацию в регионе, который был заселён вновь прибывшими тюрками. Примерно в это же время, возможно, ещё до победы при Бафии, Осман взял Акхисар, ключевую стратегическую точку, и Орхан сделал его центром операций в кампаниях до 1305. Кампании Османа и Орхана 1304 года фактически обеспечили контроль путей на Константинополь, что предотвратило сухопутную поддержку Никеи из столицы. Позже при помощи Конур-Альпа Орхан захватил Туз-Пазари, и после тяжелой двухдневной битвы весь регион оказался под контролем семьи Османа. Византийские крепости, крупнейшими из которых были Пруса, Никея и Никомедия, остались изолированными островками среди территорий, занятых турками, поскольку их связь с Византией была почти блокирована. К 1305 году крепости Кизилхисар и Дербенд контролировали дороги к Никее с юга, крепости Акхисар, Гейве и Кара-Чепуш (Катоикия) отрезали Никею от Никомедии и Сапанки с севера, крепости Меке и Лефке на Сакарье, стоявшие на дороге с востока, тоже перешли в руки Османа.
Для Византийской империи общая ситуация была тяжёлой из-за постоянных набегов тюрок в Западной Анатолии, включая Османа и Гермияногулларов. Императору пришлось против желания использовать каталонских и аланских наемников. В этих обстоятельствах, император решил пойти другим путём и возлагал на него большие надежды. Он попробовал привлечь Хулагуидов против всех пограничных тюрок, в том числе и против Османа. В течение некоторого времени обсуждались планы брака византийской принцессы сначала с Газан-ханом, а после его смерти в мае 1304 года — с Худабандэ Олджейту. Переговоры затягивались, летом 1304 года Осман начал свою кампанию в долине Сакарьи. В 1305 году Ильхан Олджейту пообещал Андронику II 40 000 воинов для противостояния экспансии Османа. Пахимер связывает это с ожидавшимся браком ильхана и византийской принцессы. Мария, побочная дочь Михаила Палеолога, сестра Андроника и вдова хана Абаги отправилась в Никею, для продолжения переговоров о браке и приободрения жителей города. Её презрительное поведение по отношению к Осману и угрозы привести монгольское войско против него только разозлили его. Осман поторопился захватить крепость Трикоккия до подхода сил монголов и сделал её своей базой для операций против Никеи. Трикоккия описывается как крепость, расположенная в непосредственной близости к Никее в горах, как застава. Точно идентифицировать это место не удалось, утверждение Хаммера, что Трикоккия — это Кочхисар, не подкрепляется доказательствами. Это была единственная крепость, которую Осман взял штурмом, а не осадой. Причём единственными приспособлениями, использованными отрядами Османа, были сооружённые рампы (пандусы). В 1308 году Олджейту отправил 30 000 человек «для отвоевания многочисленных городов, захваченных турками в Вифинии». Результат столкновения войск Османа и Олджейту историки не описывают, города Вифинии так и не вернулись к Византии.
В то время не было пушек, а техникой штурма с построением осадных башен и использованием баллист недавние кочевники ещё не владели, поэтому захват крепостей осуществлялся путём длительной блокады и изнурением осаждённых голодом и жаждой. В 1326 году именно так была принуждена к сдаче Пруса, которую сын Османа, Орхан, захватил после долгой осады и сделал своей столицей. Никея была городом, приспособленным для длительной защиты. Ибн Баттута описывал её в 1331 году: «Изник лежит на озере, и к нему можно добраться только по одной дороге вроде моста, вмещающей только одного всадника за раз.<…> Внутри есть сады, дома и поля и питьевая вода получается из колодцев». В Анонимной хронике и в хронике Нешри содержится описание осады Никеи. Согласно им, Осман увидел, что крепость не может быть взята, поскольку была окружена водой, и к ней трудно добраться. Тогда он велел построить форт на склоне горы со стороны Енишехира (Нешри писал о двух фортах). Хроники сообщают, что в форте был оставлен отряд из 40 человек под командованием смелого воина по имени Таз Али для блокирования Никеи. Ещё в XV веке этот форт существовал и носил название Таз-Али Хисар, а источник у основания горя назывался Таз-Али Пинари. В 1328 году усилилась блокада Никеи, начавшаяся уже давно (с 1302 года), но прерывавшаяся. В 1329 году император Византии Андроник III попробовал покончить с восточной угрозой, договорился с правителем бейлика Карасы, враждовавшим с Османами, и попытался прогнать турок от Никомедии и Никеи. После череды незначительных успехов, в битве при Пелеканоне 1 июня 1329 года византийцы потерпели поражение. Стало ясно, что империя уходит из Малой Азии и не может помочь своим анатолийским форпостам. Большинство жителей греческой Никеи бежало на европейскую территорию империи в страхе перед турками ещё перед Бафейской битвой. В итоге обезлюдевший город сдался без вооруженного сопротивления 2 марта 1331 года, поэтому османы сохранили оставшимся христианам жизнь. Ибн Баттута писал, что «она находится в руинах и необитаема за исключением нескольких мужчин на службе султана».
Андроник ещё дважды посещал Малую Азию в 1332 и 1333 годах уже с целью не воевать, а просить мира для пока ещё остающейся под контролем Византии, но фактически также осаждённой турками Никомедии, но всё, чего ему удалось достичь — это перемирия, оплачиваемого ежегодной данью.

## Итог
Сдача Никеи после осады практически привела к отказу Византии от анатолийских территорий. Падение Никомедии было только вопросом времени, поскольку император уже больше не предпринимал никаких действий для удержания за собой городов Вифинии. Орхан приобрел славу, с которой не могли сравниться другие тюркские вожди в пограничье. Пахимер назвал его самым энергичным из тюркских эмиров, терроризирующих Византию.